# Kako je nastala gora Babji zob pri Bledu
Kako je nastala gora Babji zob pri Bledu je pripoved, ki je izšla v zbirki Slovenske bajke in pripovedke leta 1999 v samozaložbi Dušice Kunaver.

## Vsebina
Globoko pod zemljo v bližini Dovške vasi je bilo nekoč Zlato jezero. V njem je, poleg zlata, živel strašni zmaj s sedmimi glavami. Nekega dne ga je začel boleti zob, zato je odlomastil v Borovlje k velikanu Robavsu, ki je slovel kot ranocelnik velikanov, zmaje in divjih mož. Robavs je pomagal zmaju, ki je trpel neznosne bolečine. Izpulil mu je črvivi zob, ki se je nato zakotalil v dolino in se tam postavil pokonci. Zmaj si je oddahnil, za zob pa se niti zmaj niti velikan nista zmenila. Zmaj je velikana v zahvalo za pomoč povabil k sebi v goste na pojedino. Zmajev zob, ki se je odkotalil v dolino, pa še danes stoji na obronku Jelovice, a se imenuje Babji zob, ne pa Zmajev zob, kot bi se moral imenovati zaradi svojega lastnika.

## Geografska povezava s pripovedko
Babji zob je razgledna točka nad vasjo Kupljenik pri Bledu na višini 1128 metrov. 

### Anekdota o Babjem zobu na Jelovici
Stari ljudje pravijo, da je na Jelovški planoti živela stara baba. Nekateri so celo trdili, da je že imela več kot stopetdeset let, da je bila čarovnica, ki se je skrivala tam, češ drugače jo bi pogubili na grmadi. Baba je nabirala zelišča, s čarovništvom in napitki se je ukvarjala ter v dolino pošiljala svoje uroke. V dolini so se babe vsi bali, saj kadar je uroke pošiljala, nihče od kmetov ni upal na njivo ali gozd, ker tam še danes hudičeva ježa preži, ki marsikaterega kmeta lahko zaradi njenih urokov takoj pogubi.
Ko pa je bila baba že stara, ni več tako dobro nabirala zelišča, saj počasi že prihajal njen je čas. Nihče pa vedel ni, koliko je stara, saj krepko čez sto jih je že nabrala. Nekega dne pa, ko baba ni dovolj zelišča nabrala, preko roba planote z jezo uroke je metala in glej: babi stari spodrsne na planoti tej. In ko tako omahne v globine prostrane, od koder slišati je bilo še vedno njene uroke stare.
In iz odmeva gora slišati urok bilo je celo v dolino: Jelovica, ti ne boš več strma kot prej, takoj škrbino naredi na mesti tej.
In od takrat se vedno na koncu Jelovice, ki se zaključuje proti Bohinjski Beli, vidi velik Babji zob, katerega že več sto let iz roda v rod vsi tako imenujejo. In v bližini še danes koča stoji, kjer lastnikov se zvrstilo že več je kot tri.